# Aleksandr Chvan
Aleksandr Chvan (Čeboksary, 28 dicembre 1957 – Mosca, 17 settembre 2023) è stato un regista sovietico, dal 1991 russo.

## Filmografia parziale

### Regista
- Umirat' legko (1999)
- Karmen (2002)